# Scutigera marmorea
Scutigera marmorea är en mångfotingart som beskrevs av Pocock 1891. Scutigera marmorea ingår i släktet Scutigera och familjen spindelfotingar.
Artens utbredningsområde är Myanmar. Inga underarter finns listade i Catalogue of Life.